# Orgyia recens
Orgyia recens là một loài bướm đêm thuộc họ Erebidae. Nó được tìm thấy ở châu Âu.

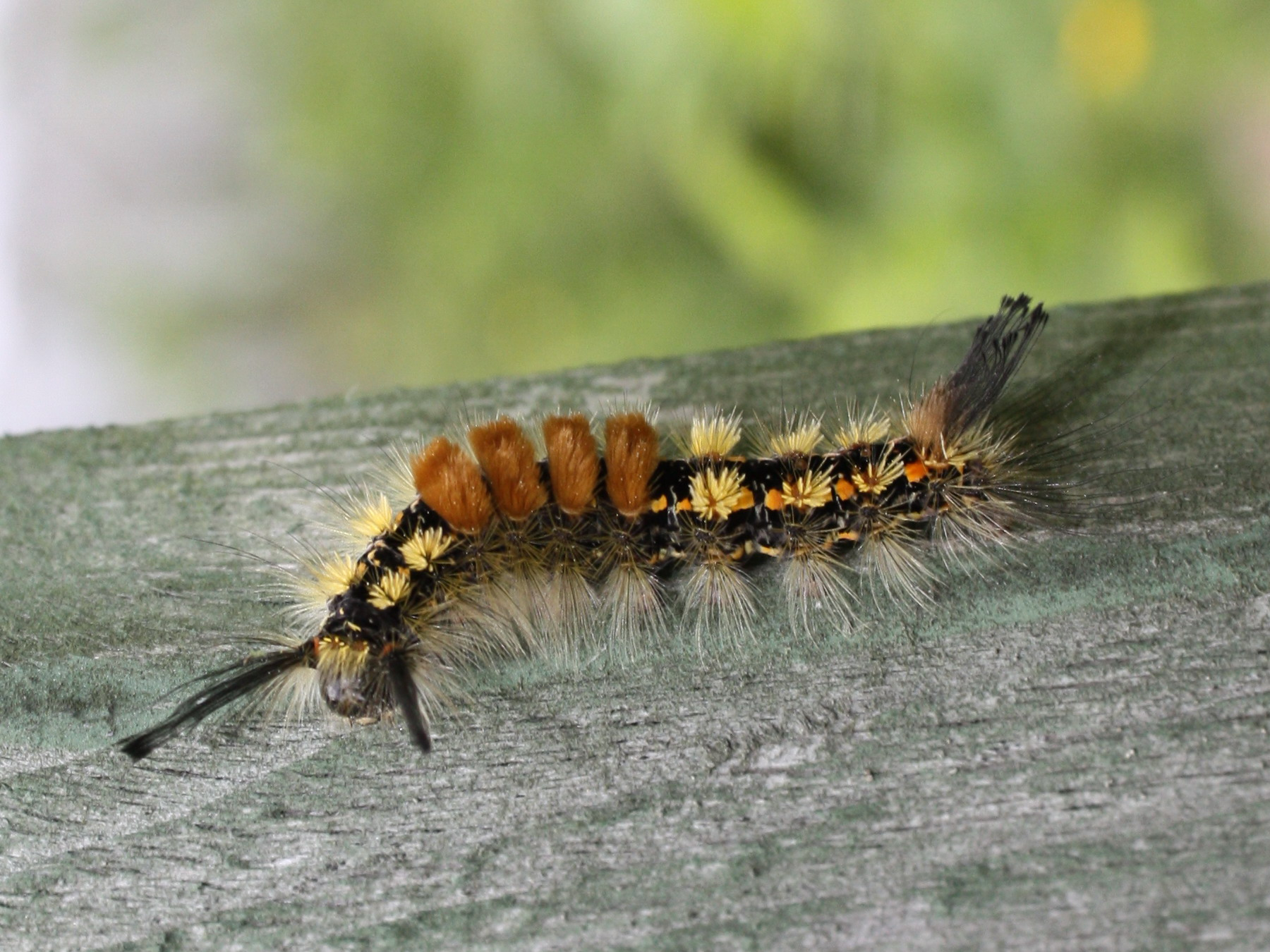
Sâu bướm

Sải cánh dài 35–40 mm đối với con đực, the females are wingless. Con trưởng thành bay từ tháng 6 đến tháng 7 tùy theo địa điểm.
Ấu trùng ăn nhiều loài cây rụng lá, such as Crataegus và Salix species.

## Hình ảnh

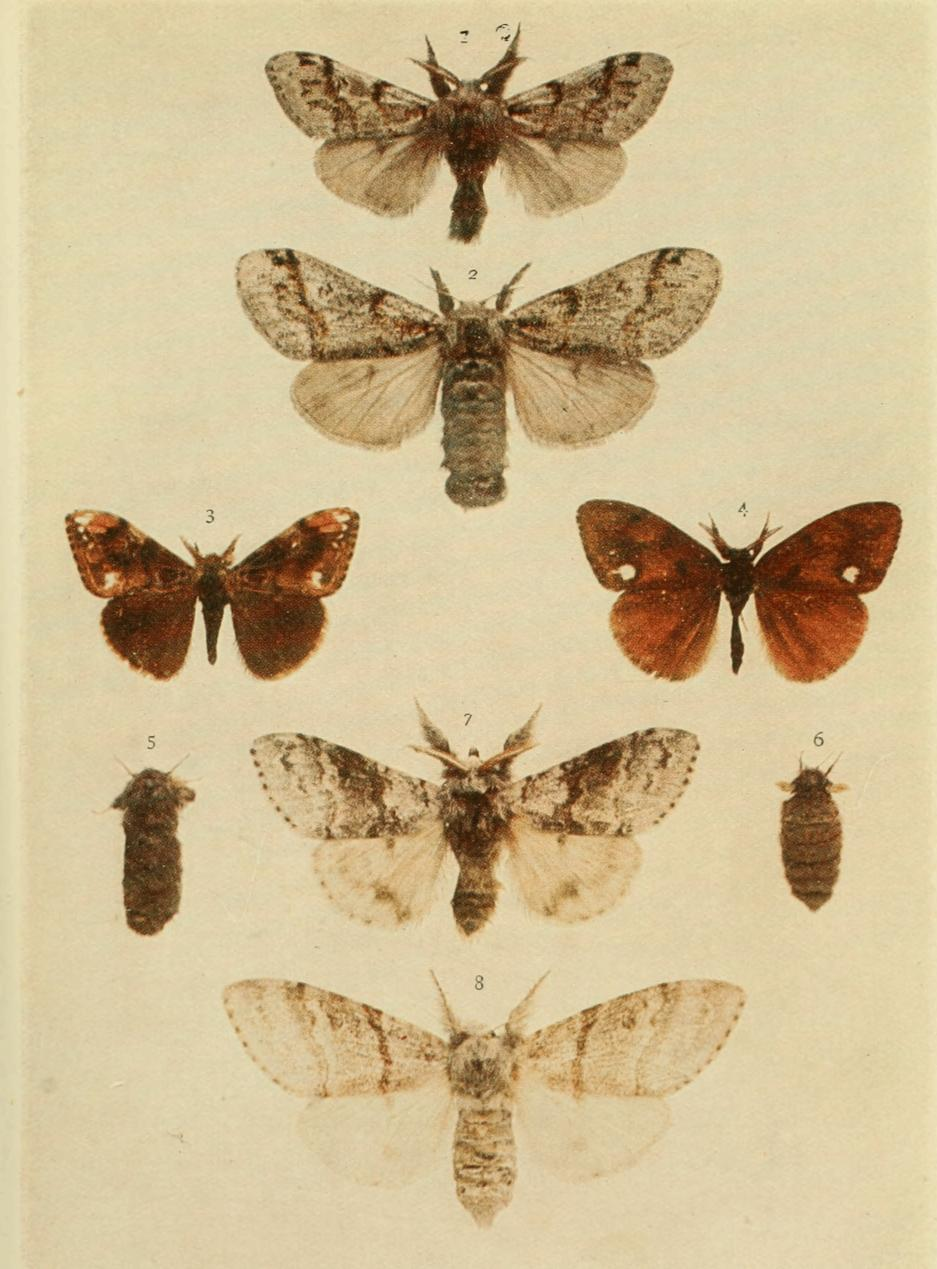
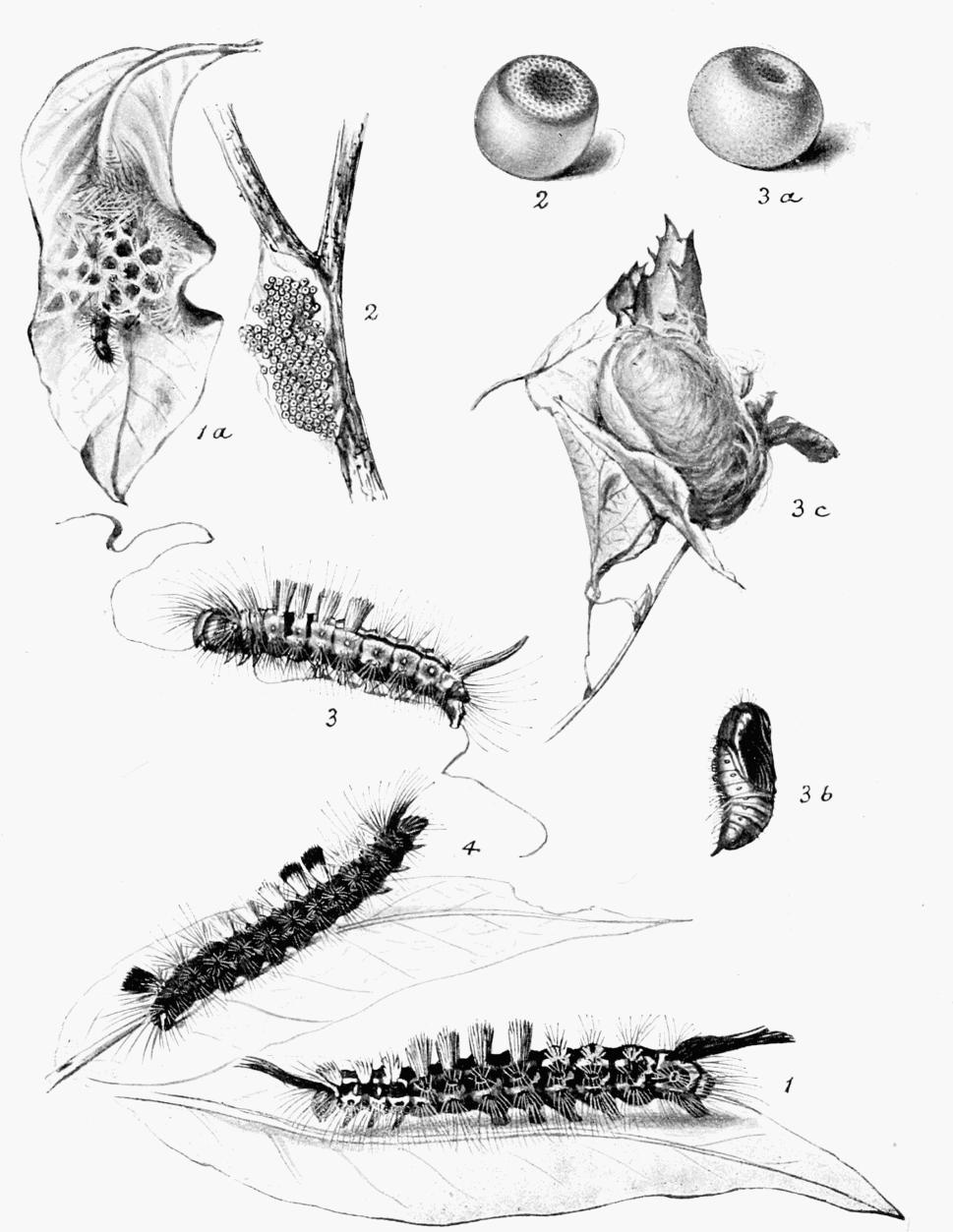
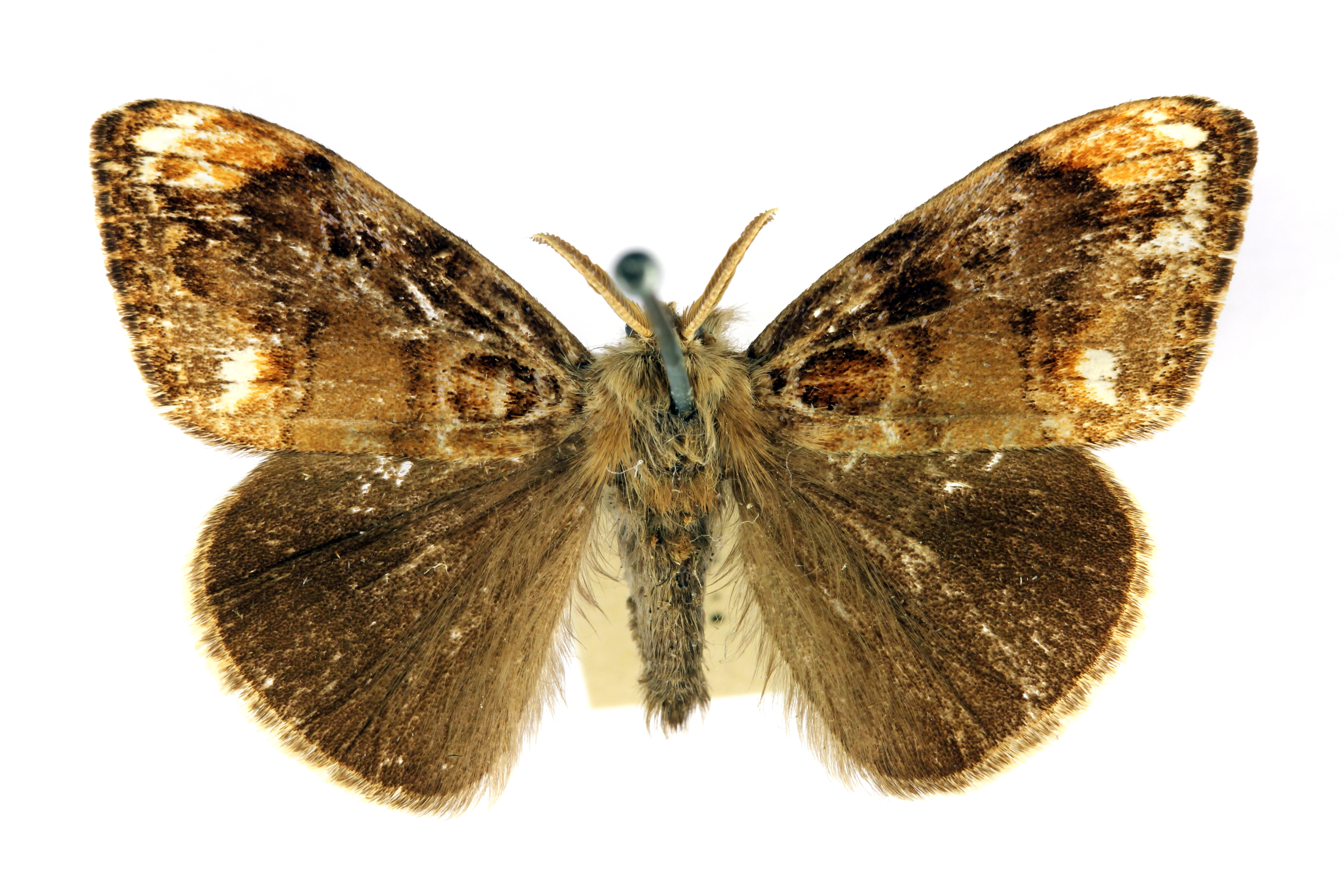
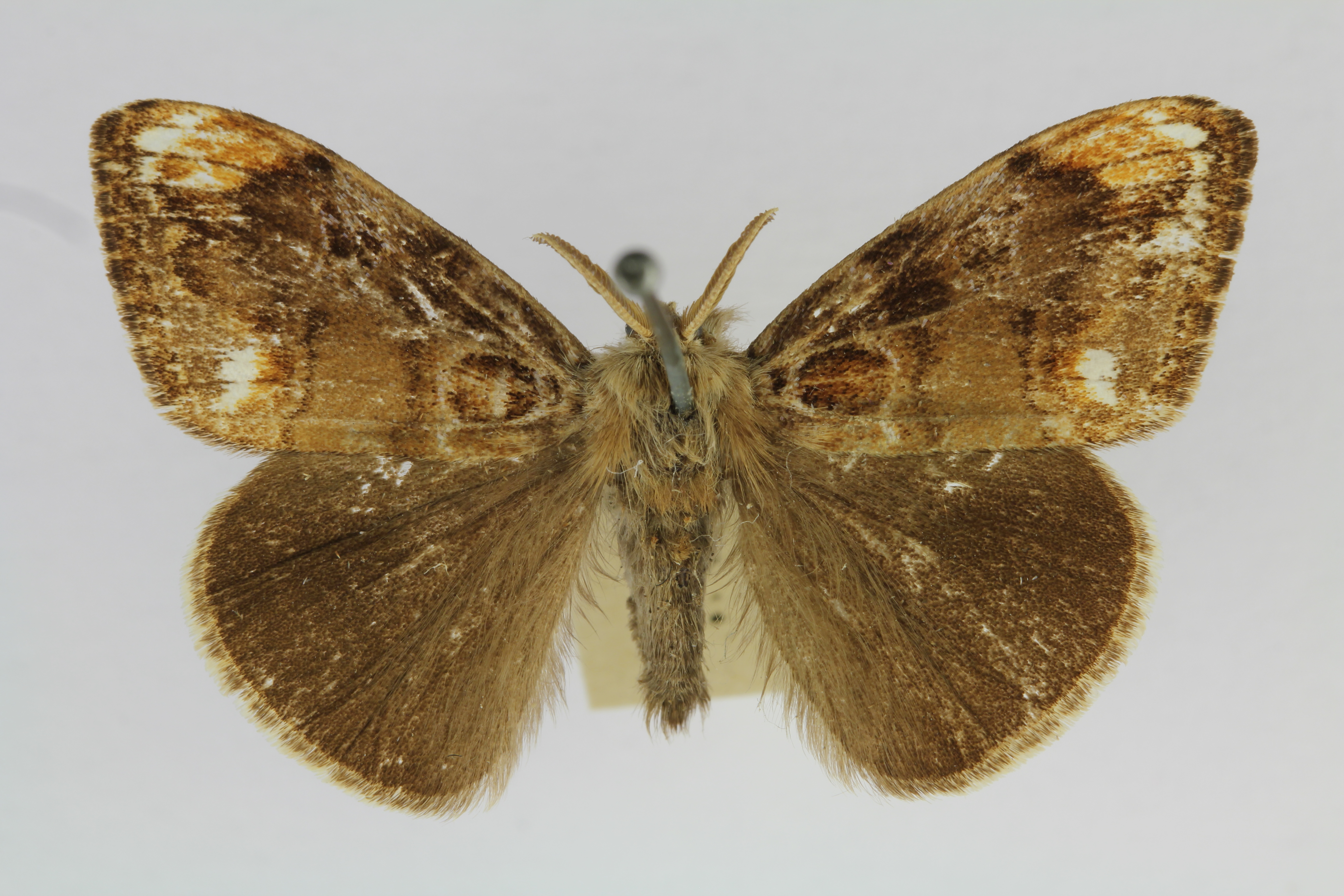